# Mxolisi Mthethwa
Mxolisi Mthethwa (ur. 18 września 1978) – suazyjski piłkarz grający na pozycji defensywnego pomocnika. W swojej karierze rozegrał 52 mecze i strzelił 3 gole w reprezentacji Eswatini.

## Kariera klubowa
Do 2004 roku Mthethwa grał w klubie Manzini Wanderers FC. Z nim między innymi wywalczył dwa mistrzostwa kraju w sezonach 2001/2002 i 2002/2003 oraz wicemistrzostwo w sezonie 2000/2001. W 2004 roku przeszedł do Royal Leopards FC, w którym grał do końca swojej kariery, czyli do 2014 roku. Wraz z Royal Leopards czterokrotnie został mistrzem kraju w sezonach 2005/2006, 2006/2007, 2007/2008 i 2013/2014 oraz dwukrotnie wicemistrzem w sezonach 2008/2009 i 2011/2012. Zdobył też trzy Puchary Eswatini w latach 2007, 2011 i 2014.

## Kariera reprezentacyjna
W reprezentacji Eswatini Mthethwa zadebiutował 8 marca 1998 w przegranym 0:1 meczu COSAFA Cup 1998 z Angolą. Od 1998 do 2010 wystąpił w kadrze narodowej 52 razy i strzelił 3 gole.